# عمارة فاشية

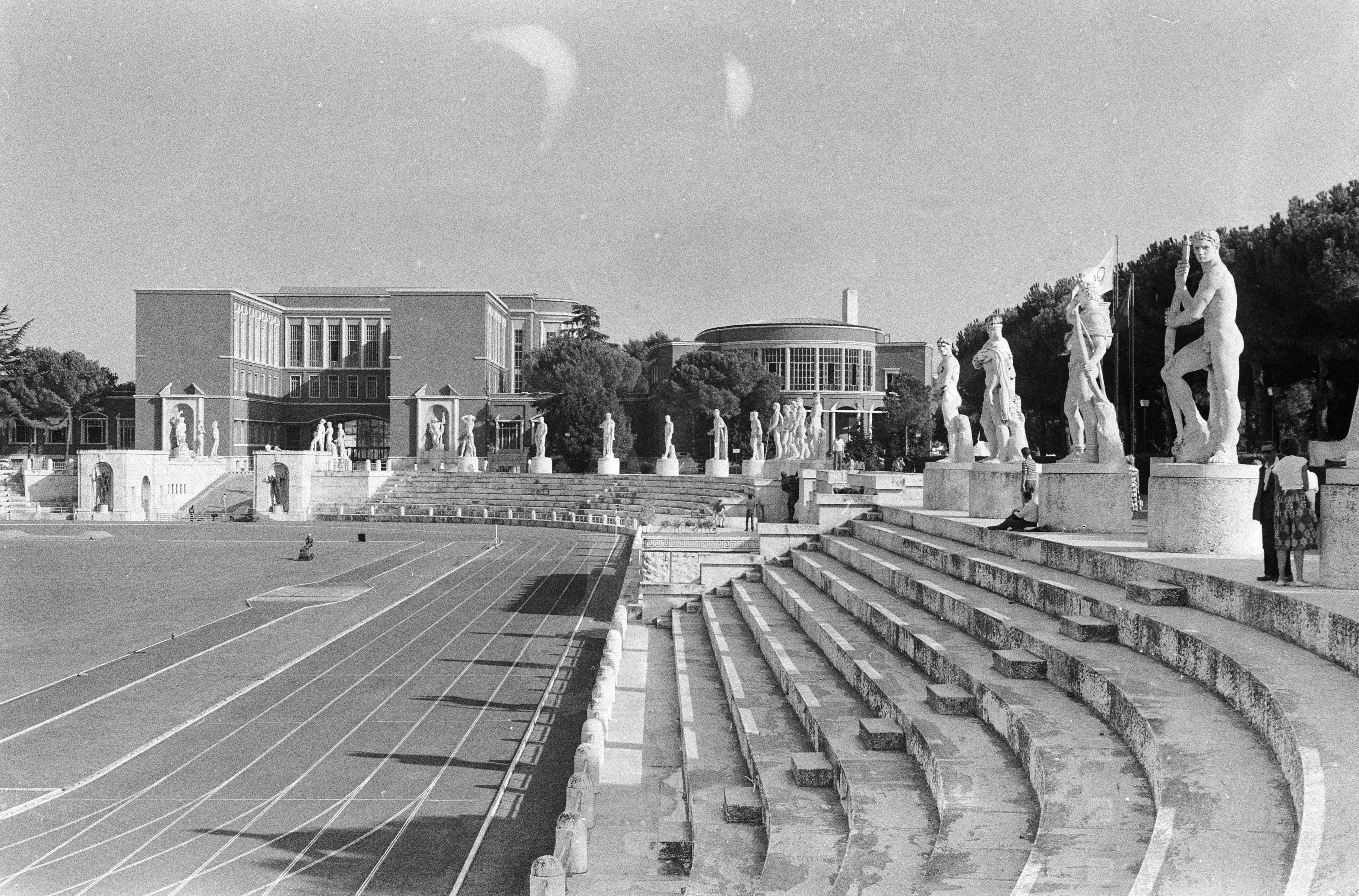
عمارة أولمبيتش في روما

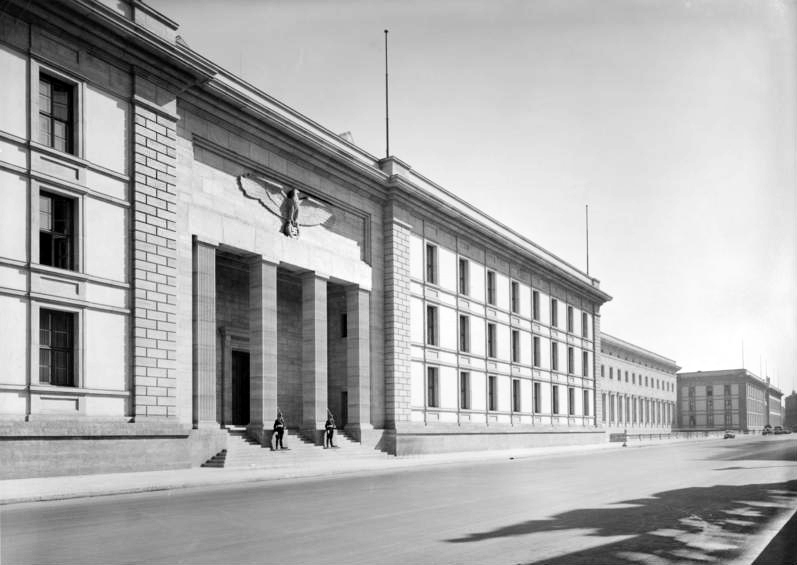
مبنى مستشارية الرايخ الجديد في برلين

العمارة الفاشية (بالإنجليزية: Fascist architecture)‏ هي أسلوب معماري طوره معماريو المجتمعات الفاشية في أوائل القرن العشرين. اكتسب الأسلوب شعبية في أواخر عشرينيات القرن العشرين مع صعود الحداثة جنبًا إلى جنب مع القومية المرتبطة بالحكومات الفاشية في أوروبا الغربية. يشبه هذا النمط نمط عمارة روما القديمة. مع ذلك، تفتقر مباني الحقبة الفاشية إلى التصميم المتفاخر، وبنيت على أسس التناظر والبساطة.
وظّف كل من بينيتو موسوليني وأدولف هتلر أنماطًا جديدة للعمارة (تنوعات من العمارة العقلانية، والكلاسيكية المجردة على التوالي) كمحاولة ضمن محاولات عديدة لتوحيد مواطني دولهم، وتسجيل حقبة جديدة من الثقافة القومية، وإظهار الحكم المطلق للأمة.
اليوم، العمارة الفاشية الجديدة نادرة بسبب هزيمة دول المحور في الحرب العالمية الثانية، إذ قمعت الأيديولوجية السياسية الفاشية.

## تاريخها
تعكس الأنماط المعمارية الفاشية قيم الفاشية كأيديولوجية سياسية تطورت في أوائل القرن العشرين بعد الحرب العالمية الأولى. تُعرف فلسفتها بشعب شديد القومية تحكمه سلطة استبدادية. بدت صورة الأمة القوية، والموحدة، والمستقرة اقتصاديًا جذابة لأوروبا الغربية بعد الدمار المادي والاقتصادي بعد الحرب العالمية الأولى، والتي ساهمت في صعود الفاشية والتشاركية.

## الفاشية الإيطالية والألمانية
أصبحت العمارة الفاشية على شكل العمارة العقلانية شائعة في ظل حكم بينيتو موسوليني لإيطاليا من عام 1922 إلى عام 1943. خلال هذه الفترة حول الدور التنفيذي الإيطالي من دور رئيس للوزراء إلى ديكتاتورية. بعد بضع سنوات من توليه منصبه، أشير إليه باسم (الزعيم). عندما تولى موسوليني منصبه، تولى دور جلب الفاشية والمثالية لاستبدال الديمقراطية في إيطاليا. استخدم جميع أشكال الوسائط إلى جانب الهوية المعمارية. كان الأسلوب الحديث في العمارة أحد الطرق للمساعدة في بناء رؤيته لإيطاليا فاشية موحدة. عندما دعا موسوليني إلى أسلوب فاشي للعمارة، استخدم المعماريون الأسلوب لتقليد أسلوب روما الإمبريالية وجلب الفخر التاريخي والشعور القومي للشعب الإيطالي. كانت العمارة الفاشية واحدة من الطرق العديدة لموسوليني لتنشيط ولادة ثقافية جديدة في إيطاليا ولتمييز حقبة جديدة من الثقافة الإيطالية في ظل الفاشية.
وبالمثل، بمجرد وصول هتلر إلى السلطة في عام 1933 وتحويل المستشارية الألمانية إلى ديكتاتورية، استخدم العمارة الفاشية في شكل الكلاسيكية المجردة كواحدة من العديد من الأدوات للمساعدة في توحيد وتأميم ألمانيا تحت حكمه. كان لدى هتلر خطط لإعادة بناء برلين بعد أن فازت قوى المحور بالحرب العالمية الثانية تحت اسم جرمانيا، أو جرمانيا عاصمة العالم. جعل هتلر ألبرت شبير، المعماري المفضل لديه، يصمم هذه المدينة الجديدة باستخدام أسلوب العمارة الفاشية.

## الأسلوب

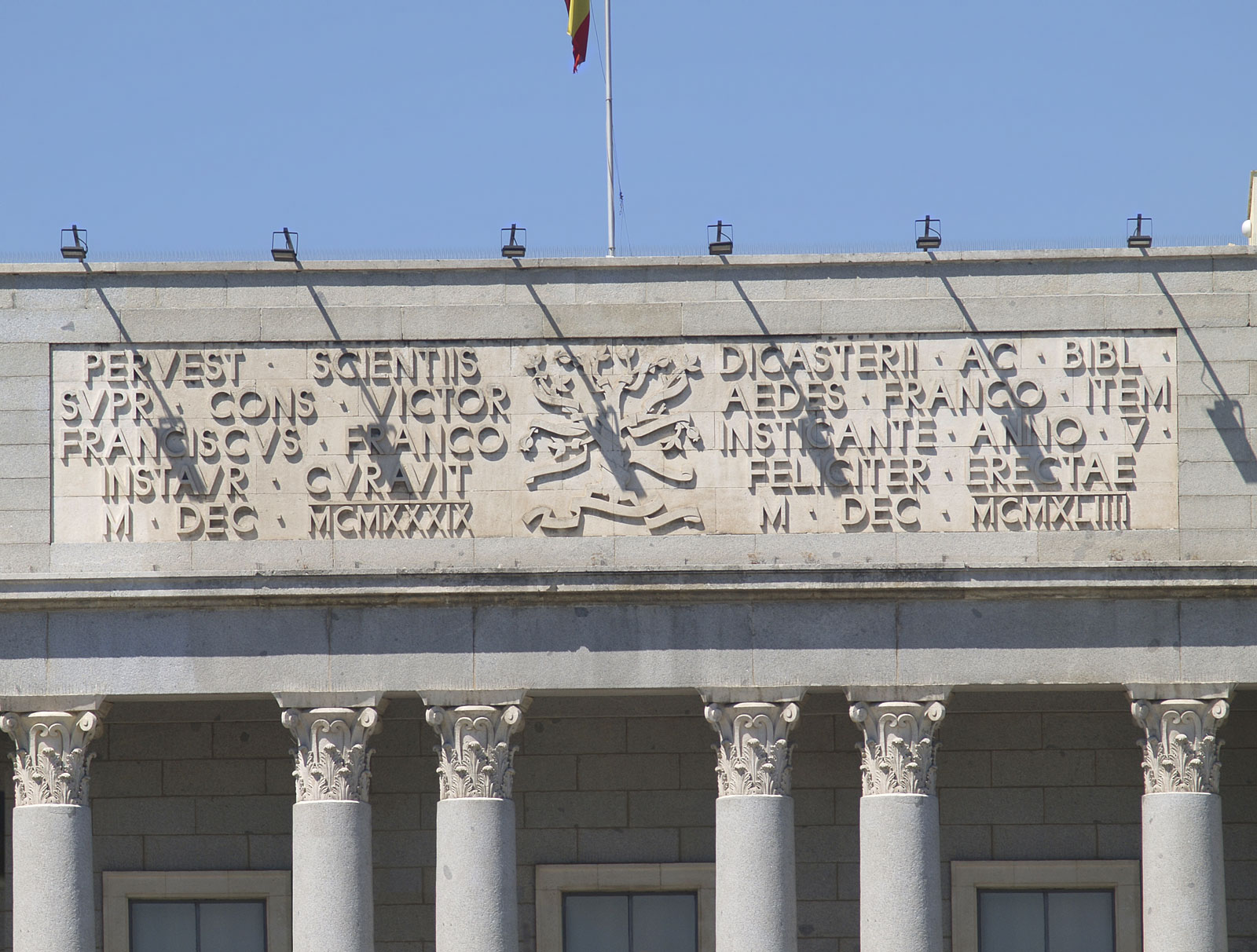
المبنى الرئيسي لـ CSIC

الأنماط المعمارية الفاشية هي فرع من العمارة الحديثة التي أصبحت شائعة في أوائل القرن العشرين. تأثر النمط الفاشي الإيطالي أيضًا بشكل كبير بالحركة العقلانية في إيطاليا في عشرينيات القرن العشرين. احتفت العمارة العقلانية، بمساعدة دعم الحكومة الإيطالية، بالعصر الفاشي الجديد في الثقافة والحكومة في إيطاليا.
وفي ألمانيا النازية، كانت العمارة الفاشية الضخمة والواسعة إحدى الطرق التي تصورها هتلر لتوحيد ألمانيا لما وصفه بـ «التجارب الجماعية»، حيث يمكن لآلاف المواطنين أن يتجمعوا ويشاركوا في وطنية الأحداث المجتمعية، والاستماع إلى الخطب التي ألقاها هتلر وغيره من قادة الحزب النازي.
أخذت الطرز المعمارية الفاشية نماذج تصميم من روما القديمة في أن المباني كانت بشكل عام كبيرة جدًا ومتناظرة مع حواف حادة غير مستديرة. نقلت المباني عن عمد شعورًا بالرعب والترهيب من خلال حجمها، وكانت مصنوعة من الحجر الجيري والأحجار المتينة الأخرى من أجل أن تستمر طوال الحقبة الفاشية وتترك آثارًا مثيرة للإعجاب. كانت المباني أيضًا بسيطة جدًا، مع قليل من الزخرفة أو بدونها، وتفتقر إلى الكثير من التعقيد في التصميم. ساهمت هذه العموميات للعمارة الفاشية في الجماليات البسيطة التي تعرضها الصروح. ساعدت كل هذه الجوانب الديكتاتوريات الفاشية على عرض حكم مطلق وشمولي للسكان. استخدم هتلر وموسوليني العمارة الفاشية كمصدر آخر للبروباغندا لإظهار شدة، واعتزاز، وقوة أنظمتهما للعالم.

## معماريها
أبرز المعماريين الفاشيين الإيطاليين والألمانيين في ذلك العصر:
- جوزيبي تيراغني -من أبرز أعماله كازا ديل فاسسيو.
- مارسيلو بياسينتيني -من أبرز أعماله المقاطعة الفاشية في روما.
- ألبرت شبير -كان سبير المهندس المعماري الألماني المفضل لدى هتلر. صمم الملعب الألماني وكان لديه خطط لإعادة بناء برلين حول قاعة ضخمة تسمى فولكسهاله، باستخدام العمارة الفاشية.[9]

## مبانيها
تشمل بعض مشاريع العمارة الفاشية البارزة في القرن العشرين:
- مقاطعة إي يو آر، روما (المعرض العالمي في روما) -بدأ بناؤها في عام 1936 للتحضير لمعرض موسوليني العالمي في عام 1942 بمناسبة الذكرى العشرين للعصر الفاشي الإيطالي.
- قصر الحضارة الإيطالية -صرح شهير لمقاطعة إي يو آر، روما.
- بالازو ديلي بوست، باليرمو.
- بلازو دي جيوستيزيا، ميلانو.
- أماكن تجمع الحزب النازي.
- الملعب الألماني -مكون من أسس الحزب النازي الذي صممه ألبرت شبير وتصور هتلر أنه سيستضيف جميع الألعاب الأولمبية المستقبلية خلال الرايخ الثالث.[10]